# Новосёлка (река, Сахалин)
Новосёлка — река на острове Сахалин. Длина реки — 40 км. Площадь водосборного бассейна — 183 км².
Впадает в Татарский пролив. Протекает по территории Томаринского городского округа Сахалинской области.
Берёт своё начало южнее пика Комсомольский при слиянии рек Гущевка и Моржовка. Общее направление течения с юго-востока на северо-запад. Долина реки занята лиственнично-берёзовыми лесами. В устье находится село Новоселово.
Крупные притоки: Маяковского, Шолоховка, Почка, Ястребок, Марица.

## Данные водного реестра
По данным государственного водного реестра России относится к Амурскому бассейновому округу.
Код объекта в государственном водном реестре — 20050000212118300007325.